# Војин Поповић (певач)
Војин Поповић (Београд, 18. септембар 1922 — Фултон, 4. јул 1995) био је српски певач, први популарни шлагер певач у послератној Србији и најпопуларнији певач забавне музике у Београду у периоду 1941-1945.

## Биографија
Рођен је у Београду од оца Глигорија и мајке Живке. Први пут се помиње за време рата са песмом Не брини мајчице мила, међутим оригинално извођење ове песме није пронађено ни на једном сачуваном носачу звука. Песма је била намењена заробљеницима и официрима југословенске војске који су проводили заробљеничке дане у логорима тадашње Немачке.
После рата наставио је да снима са првим нашим познатим извођачима џеза међу којима је био оркестар бубњара Спасе Милутиновића. Поред Војина Поповића, у оркестру је певала и Лола Новаковић.
Крајем педесетих година двадесетог века (1959. или 1960) емигрирао је у Америку под притиском због тога што му је било замерано зато што је певао под окупацијом. До краја живота остао је да живи у Америци, престао је да пева и изградио каријеру успешног пословног човека.

## Најпопуларније песме
- Песма Београду
- Jambolaya
- Румен цвет
- Марибел
- Последњи пољубац
- Када златно сунце зађе